# Мадагаскарський деревний вуж
Мадагаскарський деревний вуж (Langaha) — рід неотруйних змій родини Lamprophiidae. Має 3 види.

## Опис
Загальна довжина представників цього роду коливається від 70 до 1,2 м. Голова вузька, витягнута. На кінці морди є довгий, вирізаний по краях, виріст, який кольором та формою нагадаує пір'ястий край листя. Голова чітко відокремлена від тулуба. Очі великі або середнього розміру. Зір добре розвинений. Зіниці витягнуті горионтально, мають форму еліпсу або щілини. Ці змії наділені бінокулярним зором. тулуб тонкий, витягнутий.
Забарвленням самиці та самці різняться. Перші мають здебільшого коричневий колір різних відтінків з темними плямами або смугами. Забарвлення спини самців червонувато-коричневе, а черево — жовте, поміж ними є світла лінія.

## Спосіб життя
Полюбляють тропічні ліси. Усе життя проводять на деревах. Активні вночі або у сутінках. Харчуються ящірками, зокрема хамелеонами, дрібними птахами, деревними жабами.
Це яйцеживородні змії.

## Розповсюдження
Це ендеміки о.Мадагаскар.

## Види
- Langaha alluaudi
- Langaha madagascariensis
- Langaha pseudoalluaudi